# Sza’ar ha-Golan
Sza’ar ha-Golan (hebr. שער הגולן; pol. Brama Golanu) – kibuc położony w Samorządzie Regionu Emek ha-Jarden, w Dystrykcie Północnym, w Izraelu. Członek Ruchu Kibuców (Ha-Tenu’a ha-Kibbucit).

## Położenie
Kibuc jest położony w dolinie Kinaret, w odległości dwóch kilometrów na południe od jeziora Tyberiadzkiego w Dolnej Galilei. Leży w depresji Rowu Jordanu na wysokości 188 metrów p.p.m., pomiędzy rzekami Jordan i Jarkon. Kibuc leży dwanaście kilometrów na południowy wschód od miasta Tyberiady.
W jego otoczeniu znajdują się kibuce Massada, Deganja Bet, Ma’agan i Tel Kacir, oraz strefa przemysłowa Samakh.

## Demografia
Liczba mieszkańców Sza’ar ha-Golanu:

## Historia

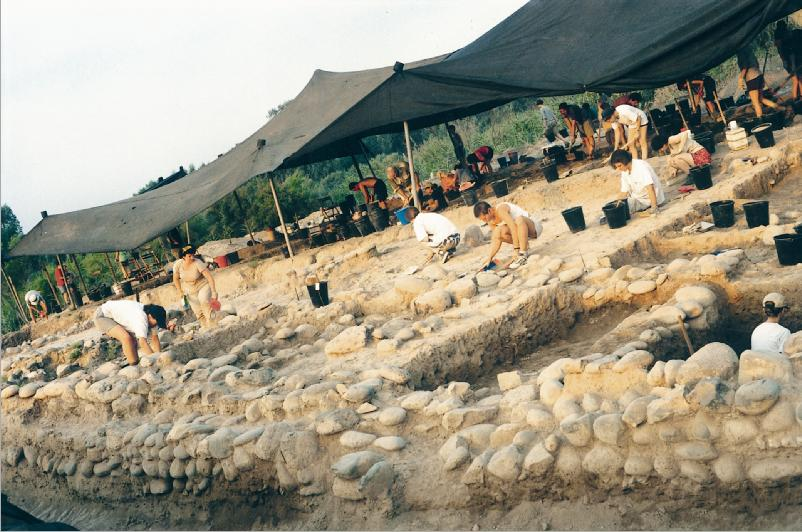
Wykopaliska archeologiczne przy kibucu Sza’ar ha-Golan

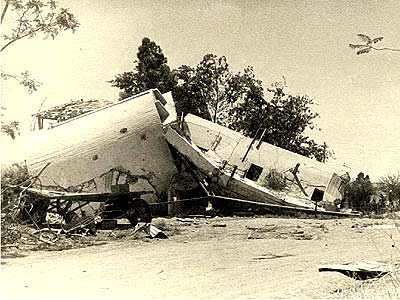
Zniszczona wieża ciśnień w kibucu Sza’ar ha-Golan, 1948

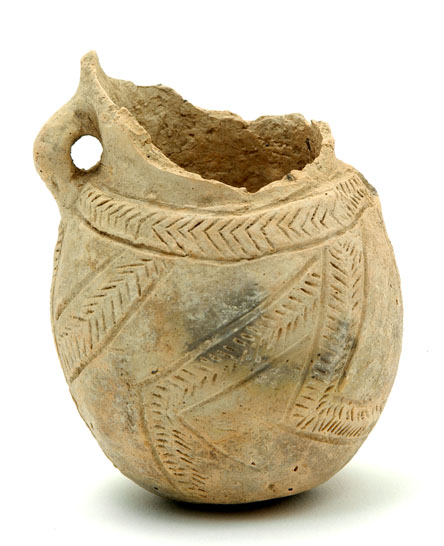
Ceramika eksponowana w Muzeum Kultury Jarmuckiej

Badania archeologiczne odkryły przy kibucu stanowisko kultury jarmuckiej. Odkryta wieś pochodzi z okresu neolitu, i była zamieszkała przez ludzi będących w okresie przejściowym z koczowniczego trybu życia na rzecz stałego osadnictwa.
Kibuc został założony w dniu 21 marca 1937, jednocześnie z sąsiednim kibucem Masada. Założycielami byli członkowie młodzieżowego ruchu syjonistycznego przez członków ruchu Ha-Szomer Ha-Cair, będący żydowskimi imigrantami z Czechosłowacji i Polski. Grupa założycielska została sformowana w 1930 w Riszon le-Cijjon, i była nazywana „En Hakore”. Ze względu na fakt, że w 1936 w Mandacie Palestyny wybuchła Rewolta arabska, kibuc Sza’ar ha-Golan od samego początku swojego istnienia posiadał palisadę obronnę i wieżę obserwacyjną.
Przyjęta 29 listopada 1947 Rezolucja Zgromadzenia Ogólnego ONZ nr 181 przyznała te tereny państwu żydowskiemu. Jednak na samym początku wojny o niepodległość rejon doliny zaatakowały wojska syryjskie. W dniach 15-21 maja 1948 doszło tutaj do bitwy o dolinę Kinnarot, podczas której rankiem 16 maja kibuc Sza’ar ha-Golan został ostrzelany przez artylerię i zbombardowany z powietrza. Następnie Syryjczycy usiłowali zająć kibuc, zostali jednak odparci przez jego obrońców. Rankiem 18 maja kibuc został ewakuowany. Opuszczoną osadę natychmiast zajęli Syryjczycy, którzy zniszczyli prawie całkowicie kibuc. Po zakończeniu walk, w dniu 22 maja izraelscy żołnierze zajęli zniszczony Sza’ar ha-Golan. Po wojnie kibuc został szybko odbudowany.
Podczas wojny sześciodniowej w 1967 kibuc był zagrożony bezpośrednim atakiem syryjskim ze Wzgórz Golan, zostało ono jednak szybko odsunięte. W następnych latach w kibucu wybudowano schrony, umożliwiające mieszkańcom chronienie się w przypadku ostrzału artyleryjskiego osiedla. Sytuacja w rejonie granicy uspokoiła się dopiero po wojnie Jom Kipur w 1973.

## Kultura
W kibucu znajduje się Muzeum Kultury Jarmuckiej. Można obejrzeć tutaj dużą liczbę siekier i toporów z gładzonego kamienia, noży, zębatych sierpów i ostrzy strzał. Odnaleziona ceramika była zdobiona początkowo wzorami wyciśniętymi w glinie, w późniejszym okresie pasmami czerwonej farby. Występowała sztuka religijna, m.in. figurki z gliny.
Poza tym w kibucu znajduje się dom kultury i biblioteka.

## Edukacja
Kibuc utrzymuje przedszkole.

## Sport i rekreacja
W skład zaplecza sportowego wchodzi boisko do koszykówki i boisko do piłki nożnej.

## Gospodarka
Gospodarka kibucu opiera się na intensywnym rolnictwie (pszenica, kukurydza, pomidory i arbuzy). Dodatkowo uprawia się daktylowce, awokado, banany i mango. Osobną branżą jest produkcja miodu w tutejszych pasiekach. Hodowla bydła obejmuje krowy mleczne. Jest tu także ferma drobiu.
W sektorze usług działa pralnia, oraz drobne firmy działające w branżach transportowych, spawalniczych, elektrycznych, budowlanych i ogrodniczych. W ostatnich latach coraz większą rolę odgrywa turystyka. Kibuc oferuje pokoje noclegowe i wyżywienie.
Z zakładów produkcyjnych znajduje się tutaj firma Golan Plastic Products Ltd. produkująca rury z polietylenu do transportu ciepłej i zimnej wody. Zakład eksportuje większość swojej produkcji do 40 krajów na całym świecie.

## Infrastruktura
W kibucu znajduje się sklep wielobranżowy oraz przychodnia zdrowia.

## Komunikacja
Z kibucu wyjeżdża się w kierunku zachodnim na drogę nr 7589, którą jadąc na zachód dojeżdża się do sąsiedniego kibucu Masada, a jadąc dalej dojeżdża się do drogi nr 90 i kibucu Afikim. Natomiast droga prowadząca w kierunku północno-wschodnim umożliwia dojechanie do drogi nr 98 prowadzącej na Wzgórza Golan.